# Batalha de Berna
A Batalha de Berna foi como ficou conhecida a partida de futebol Hungria 4 x 2 Brasil válida pelas quartas de finais da Copa do Mundo de 1954. Segundo o Ranking Mundial Elo, foi uma das dez partidas entre equipes com maior pontuação no sistema.
O jogo teve três expulsões, dois pênaltis e briga generalizada entre os jogadores após o fim da partida.

## Cenário Pré-Jogo
O cenário pré-jogo deixava claro que aquela seria uma partida histórica. O Brasil era o atual vice-campeão do mundo. E a Hungria era a grande seleção do momento. Enquanto se preparava para a Copa, venceu a Inglaterra em Wembley por 6 a 3. Nos dois jogos da primeira fase, aplicou duas goleadas históricas: 9 a 0 na Coréia do Sul e 8 a 3 na Alemanha Ocidental, com o time reserva.
A Hungria não contava com Ferenc Puskas, lesionado. No Brasil, Zezé Moreira fez três substituições em relação a equipe que vinha atuando. Bauer, recuperado, regressou ao time titular. Rodrigues apresentou o tornozelo inchado, Pinga queixou-se de dores na perna e Baltazar sofreu um choque nos treinos. Em seus lugares entraram Humberto, Índio e Maurinho. Para Zezé Moreira, era a formação mais arisca e ligeira que se poderia arrumar, e que apresentou um "rendimento melhor, melhor vivacidade e discernimento nos treinos". A avaliação da United Press International era de que se o Brasil atuasse no W-M perderia o confronto. Zezé alegava que os húngaros estavam sendo muito "endeusados", embora reconhecesse que se tratava de um bom quadro. Para o Jornal dos Sports, causou "grande surpresa" as substituições de Baltazar e Pinga.

## A Partida
Antes do início da partida, o vestiário do Brasil foi invadido por dirigentes dispostos a estimular o time a um milagre com exortações patrióticas. João Lira Filho fez um discurso exaltado, obrigou os jogadores a beijarem a bandeira e, aos prantos, declarou que naquele jogo contra os húngaros os canarinhos deveriam se empenhar para vingar os mortos de Pistóia - cemitério italiano onde foram enterrados os pracinhas que morreram na guerra. Segundo o testemunho de Nilton Santos, o time brasileiro já entrou em campo com os nervos em frangalhos.
A partida iniciou com uma chuva torrencial, e logo aos sete minutos de jogo, os húngaros já ganhavam por 2 x 0. Hidegkuti em rebote da defesa e Kocsis de cabeça em cruzamento de Hidegkuti. Índio sofreu pênalti de Buzánszky. Djalma Santos bateu e converteu. 2 a 1. No segundo tempo, Pinheiros cortou um passe de Hidegkuti a Kocsis, penalti polêmico para a Hungria. Lantos bateu. 3 a 1. Didi para Julinho em chute de longa distância. 3 a 2. Após o Brasil diminuir, Nilton Santos e o capitão húngaro Bozsik trocaram agressões e os dois foram expulsos. Julinho foi derrubado na área e o Brasil reclamou penalti. Humberto deu um pontapé em Kocsis e foi expulso. Aos 43 minutos Czibor cruzou e Kocsis de cabeça fechou o marcador. A imprensa brasileira culpou a atuação do árbitro Arthur Ellis alegando que não houve pênalti no segundo gol húngaro e o quarto tento estaria em impedimento.

### Detalhes
| 27 de Junho 1954 | Hungria                                           | 4 – 2     | Brasil                          | Wankdorf, Berna                                                                                              |
| 17:00 (CET)      | Hidegkuti 4' · Kocsis 7', 88' · Lantos 60' (pen.) | Relatório | Santos 18' (pen.) · Julinho 65' | Público: 39 882 Árbitro: ENG Arthur Ellis Auxiliar 1: ENG William Ling Auxiliar 2: SUI Paul Raymond Wyssling |

| Hungria | Brasil |

| GK            | 1  | Gyula Grosics     |
| RB            | 2  | Jenő Buzánszky    |
| LB            | 4  | Mihály Lantos     |
| RH            | 5  | József Bozsik 71' |
| CH            | 3  | Gyula Lóránt      |
| LH            | 6  | József Zakariás   |
| OR            | 20 | Mihály Tóth       |
| IR            | 8  | Sándor Kocsis     |
| CF            | 9  | Nándor Hidegkuti  |
| IL            | 11 | Zoltán Czibor     |
| OL            | 7  | József Tóth       |
| Reservas:     |    |                   |
| GK            | 21 | Sándor Gellér     |
| GK            | 22 | Géza Gulyás       |
| DF            | 12 | Béla Kárpáti      |
| FW            | 13 | Pál Várhidi       |
| MF            | 14 | Imre Kovács       |
| MF            | 15 | Ferenc Szojka     |
| MF            | 16 | László Budai      |
| FW            | 10 | Ferenc Puskás     |
| FW            | 17 | Ferenc Machos     |
| FW            | 18 | Lajos Csordás     |
| FW            | 19 | Péter Palotás     |
| Técnico:      |    |                   |
| Gusztáv Sebes |    |                   |

| GK           | 1  | Castilho            |
| RB           | 2  | Djalma Santos       |
| LB           | 3  | Nílton Santos 71'   |
| RH           | 4  | Brandãozinho        |
| CH           | 5  | Pinheiro            |
| LH           | 6  | Bauer               |
| OR           | 7  | Júlio Botelho       |
| IR           | 8  | Didi                |
| CF           | 19 | Índio               |
| IL           | 18 | Humberto 79'        |
| OL           | 17 | Maurinho            |
| Reservas:    |    |                     |
| GK           | 21 | Veludo              |
| GK           | 22 | Cabeção             |
| DF           | 12 | Paulinho de Almeida |
| DF           | 13 | Alfredo Ramos       |
| DF           | 15 | Mauro Ramos         |
| MF           | 14 | Ely Amparo          |
| MF           | 16 | Dequinha            |
| FW           | 9  | Baltazar            |
| FW           | 10 | Pinga               |
| FW           | 11 | Rodrigues Tatu      |
| FW           | 20 | Rubens              |
| Técnico:     |    |                     |
| Zezé Moreira |    |                     |

| Árbitros Assistentes: William Ling Raymon Wyssling |

### Pós-Jogo
Mal o árbitro Arthur Ellis apitou o final da partida e a pancadaria começou. Todos os 22 jogadores se envolveram na briga. A polícia tentou apartar a briga, mas jornalistas e dirigentes acabaram se envolvendo também.
| “               | "A confusão aconteceu por conta de um mal entendido. As entradas pros dois vestiários ficavam uma do lado da outra. Os dois times estavam deixando o campo após o jogo e o Newton Paes, médico do Brasil, pegou uma garrafa de água. Naquele tempo era garrafa de vidro, não de plástico, como as de hoje. Aí ele pegou a garrafa e jogou no Puskas. Só que ele errou e acertou o (zagueiro) Pinheiro. Pegou na testa dele e, quando o Pinheiro se virou para ver quem havia arremessado, alguém gritou: "foi o Puskas!". Aí começou a confusão." | ” |
| — Djalma Santos | |   |

| “              | "Antes do jogo, me senti o homem mais sortudo do mundo, pois eu iria arbitrar a partida com as duas melhores seleções do mundo na época. Depois do jogo, no entanto, me senti o homem mais azarado do mundo, pois ao invés de uma aula de futebol como esperava, acabei arbitrando uma vergonhosa carnificina." | ” |
| — Arthur Ellis | |   |

Mário Vianna, árbitro brasileiro do quadro da FIFA que estava comentando a partida para uma emissora carioca, chamou o Comitê de Arbitragem da FIFA de "camarilha de ladrões", acusou o árbitro Arthur Ellis de ser "ladrão, comunista, covarde, rateiro" e de por isso ter beneficiado a Hungria, e afirmou que aplicaria um "corretivo" no árbitro inglês. Tais atitudes valeram a Mário Vianna sua exclusão do quadro de árbitros da FIFA. A população brasileira, insuflada pelas declarações de Mário Vianna no rádio, resolveu agir. No Rio de Janeiro, então capital federal, várias pessoas partiram para a vingança e depredaram a embaixada da Suíça. Numa entrevista à Revista Placar em 1981, Vianna afirmou que viu o jogador húngaro Puskás ir ao quarto de hotel do árbitro Arthur Ellis no dia anterior à realização da partida e ficar lá mais de uma hora. Por isso, Vianna ficou desconfiado, e a arbitragem de Ellis, segundo ele, acabou por confirmar suas suspeitas.
Após o jogo, Zezé Moreira declarou: "Vi a partida da semifinal entre Hungria e Uruguai e o jogo nos mostrou que teríamos podido vencer os húngaros não fossem a atuação do juiz inglês, Arthur Ellis, e alguns outros lamentáveis incidentes". Em 1995, Zezé relembrou: " Quando começamos a jogar com eles, havia sol. Em seguida, desabou um temporal. Nenhum jogador brasileiro ficava em pé porque todos estavam com trava curta sob as chuteiras. No fim do primeiro tempo, fiz os jogadores mudarem de chuteiras. Mas o Didi, cujos pés se machucavam com trava alta, mudou de chuteira na minha frente e, depois, escondido, voltou a usar as travas curtas. No segundo tempo, só o Didi não parava em pé".
O jornalista David Nasser criticou a ausência dos jogadores da Copa do Mundo de 1950: "Por que não convocou Zizinho e Ademir? Com Zizinho e Ademir o Brasil também poderia perder para a Hungria que nos ganhou sem Puskas. Mas isso ainda não sabemos. Não foi posto à prova. Nunca se assistiu realmente a um jogo no qual estivessem frente a frente a força máxima do futebol húngaro e a força máxima do futebol brasileiro. Cá entre nós: Julinho, Zizinho, Ademir, Jair e Maurinho não teriam aberto a defesa húngara?". Vale lembrar que Zizinho e Ademir de Menezes (assim como Jair, também mencionado) estiveram em campo no Maracanaço, quatro anos antes.
Segundo o jornal La Suisse de Genebra: "os húngaros mereceram vencer porque seus passes foram admiráveis de precisão, suas quedas de corpo e seus dribles maravilhosos. O football posto em prática pelos brasileiros foi menos preciso que o dos húngaros, os passes embora bons, não eram calculados milimetricamente, como o dos magiares. A improvisação foi encarregada de desempenhar um papel mais importante do que no time húngaro.". Outro jornal suíço, o Jornal de Genebra: "Dessa vez, finalmente, os húngaros encontraram com quem conversar. Ninguém se engane. O placar não disse tudo".